# Formuła 2 – Bahrain 2019
Runda Formuły 2 na torze Bahrain International Circuit – inaugurująca runda mistrzostw Formuły 2 w sezonie 2019.

## Wyniki

### Sesja treningowa
| Nr | Kierowca            | Konstruktor | Czas     | Okr. |
| -- | ------------------- | ----------- | -------- | ---- |
| 5  | Sérgio Sette Câmara | DAMS        | 1:43,618 | 12   |

### Kwalifikacje
Źródło: fiaformula2.com
| Poz. | Nr | Kierowca             | Konstruktor                   | Czas     | Poz. s. |
| ---- | -- | -------------------- | ----------------------------- | -------- | ------- |
| 1    | 8  | Luca Ghiotto         | UNI-Virtuosi                  | 1:40,504 | 1       |
| 2    | 1  | Louis Delétraz       | Carlin                        | 1:40,871 | 2       |
| 3    | 4  | Nyck de Vries        | ART Grand Prix                | 1:40,889 | 3       |
| 4    | 6  | Nicholas Latifi      | DAMS                          | 1:40,964 | 4       |
| 5    | 15 | Jack Aitken          | Campos Racing                 | 1:41,115 | 5       |
| 6    | 2  | Nobuharu Matsushita  | Carlin                        | 1:41,137 | 6       |
| 7    | 10 | Sean Gelael          | PREMA Racing                  | 1:41,254 | 7       |
| 8    | 5  | Sérgio Sette Câmara  | DAMS                          | 1:41,310 | 8       |
| 9    | 21 | Ralph Boschung       | Trident                       | 1:41,505 | 9       |
| 10   | 9  | Mick Schumacher      | PREMA Racing                  | 1:41,583 | 10      |
| 11   | 19 | Anthoine Hubert      | BWT Arden                     | 1:41,596 | 11      |
| 12   | 12 | Juan Manuel Correa   | Sauber Junior Team by Charouz | 1:41,722 | 12      |
| 13   | 3  | Nikita Mazepin       | ART Grand Prix                | 1:41,848 | 13      |
| 14   | 16 | Jordan King          | MP Motorsport                 | 1:41,857 | 14      |
| 15   | 20 | Giuliano Alesi       | Trident                       | 1:41,864 | 15      |
| 16   | 14 | Dorian Boccolacci    | Campos Racing                 | 1:41,918 | 16      |
| 17   | 7  | Zhou Guanyu          | UNI-Virtuosi                  | 1:42,123 | 17      |
| 18   | 11 | Callum Ilott         | Sauber Junior Team by Charouz | 1:42,280 | 18      |
| 19   | 18 | Tatiana Calderón     | BWT Arden                     | 1:42,810 | 19      |
| 20   | 17 | Mahaveer Raghunathan | MP Motorsport                 | 1:43,343 | 20      |
| Poz. | Nr | Kierowca             | Konstruktor                   | Czas     | Poz. s. |

### Główny wyścig

#### Wyścig
Źródło: fiaformula2.com
| P                 | + / – | Nr | Kierowca             | Konstruktor                   | Okr. | Czas / Strata | Komentarz |
| ----------------- | ----- | -- | -------------------- | ----------------------------- | ---- | ------------- | --------- |
| 1                 | 3     | 6  | Nicholas Latifi      | DAMS                          | 32   | 59:19,517     |           |
| 2                 | 1     | 8  | Luca Ghiotto         | UNI-Virtuosi                  | 32   | +0:08,744     |           |
| 3                 | 5     | 5  | Sérgio Sette Câmara  | DAMS                          | 32   | +0:14,826     |           |
| 4                 | 7     | 19 | Anthoine Hubert      | BWT Arden                     | 32   | +0:17,273     |           |
| 5                 | 3     | 1  | Louis Delétraz       | Carlin                        | 32   | +0:26,686     |           |
| 6                 | 3     | 4  | Nyck de Vries        | ART Grand Prix                | 32   | +0:28,497     |           |
| 7                 | 2     | 15 | Jack Aitken          | Campos Racing                 | 32   | +0:31,545     |           |
| 8                 | 2     | 9  | Mick Schumacher      | PREMA Racing                  | 32   | +0:34,708     |           |
| 9                 | 3     | 2  | Nobuharu Matsushita  | Carlin                        | 32   | +0:37,395     |           |
| 10                | 7     | 7  | Zhou Guanyu          | UNI-Virtuosi                  | 32   | +0:41,131     |           |
| 11                | 2     | 21 | Ralph Boschung       | Trident                       | 32   | +0:42,092     |           |
| 12                | 3     | 20 | Giuliano Alesi       | Trident                       | 32   | +0:47,711     |           |
| 13                | 6     | 18 | Tatiana Calderón     | BWT Arden                     | 32   | +0:55,775     |           |
| 14                | 4     | 11 | Callum Ilott         | Sauber Junior Team by Charouz | 32   | +0:56,293     |           |
| 15                | 1     | 14 | Dorian Boccolacci    | Campos Racing                 | 32   | +1:14,247     |           |
| 16                | 4     | 12 | Juan Manuel Correa   | Sauber Junior Team by Charouz | 32   | +1:24,988     |           |
| 17                | 3     | 16 | Jordan King          | MP Motorsport                 | 32   | +1:26,511     |           |
| 18                | 2     | 17 | Mahaveer Raghunathan | MP Motorsport                 | 32   | +1:33,150     |           |
| 19                | 6     | 3  | Nikita Mazepin       | ART Grand Prix                | 32   | +1:37,568     |           |
| Niesklasyfikowani |       |    |                      |                               |      |               |           |
|                   |       | 10 | Sean Gelael          | PREMA Racing                  | 4    | +28 okr.      | poślizg   |
| P                 | + / – | Nr | Kierowca             | Konstruktor                   | Okr. | Czas / Strata | Komentarz |

#### Najszybsze okrążenie
| Nr | Kierowca    | Konstruktor  | Czas     | Okr. |
| -- | ----------- | ------------ | -------- | ---- |
| 7  | Zhou Guanyu | UNI-Virtuosi | 1:47,645 | 18   |

### Sprint

#### Wyścig
Źródło: fiaformula2.com
| P                 | + / – | Nr | Kierowca             | Konstruktor                   | Okr. | Czas / Strata | Komentarz |
| ----------------- | ----- | -- | -------------------- | ----------------------------- | ---- | ------------- | --------- |
| 1                 | 6     | 8  | Luca Ghiotto         | UNI-Virtuosi                  | 23   | 42:36,192     |           |
| 2                 | 3     | 5  | Sérgio Sette Câmara  | DAMS                          | 23   | +0:05,474     |           |
| 3                 | 5     | 6  | Nicholas Latifi      | DAMS                          | 23   | +0:06,867     |           |
| 4                 | 6     | 7  | Zhou Guanyu          | UNI-Virtuosi                  | 23   | +0:18,240     |           |
| 5                 | 1     | 1  | Louis Delétraz       | Carlin                        | 23   | +0:21,939     |           |
| 6                 | 5     | 9  | Mick Schumacher      | PREMA Racing                  | 23   | +0:24,679     |           |
| 7                 | 4     | 4  | Nyck de Vries        | ART Grand Prix                | 23   | +0:25,154     |           |
| 8                 | 9     | 16 | Jordan King          | MP Motorsport                 | 23   | +0:25,520     |           |
| 9                 | 4     | 19 | Anthoine Hubert      | BWT Arden                     | 23   | +0:30,514     |           |
| 10                | 10    | 10 | Sean Gelael          | PREMA Racing                  | 23   | +0:30,532     |           |
| 11                | 9     | 15 | Jack Aitken          | Campos Racing                 | 23   | +0:32,224     |           |
| 12                | 3     | 2  | Nobuharu Matsushita  | Carlin                        | 23   | +0:35,980     |           |
| 13                | 6     | 3  | Nikita Mazepin       | ART Grand Prix                | 23   | +0:40,541     |           |
| 14                | 3     | 21 | Ralph Boschung       | Trident                       | 23   | +0:43,074     |           |
| 15                | 2     | 18 | Tatiana Calderón     | BWT Arden                     | 23   | +0:46,006     |           |
| 16                | 2     | 11 | Callum Ilott         | Sauber Junior Team by Charouz | 23   | +0:56,487     |           |
| 17                | 2     | 14 | Dorian Boccolacci    | Campos Racing                 | 23   | +1:00,048     |           |
| 18                | 2     | 12 | Juan Manuel Correa   | Sauber Junior Team by Charouz | 23   | +1:32,585     |           |
| 19                | 1     | 17 | Mahaveer Raghunathan | MP Motorsport                 | 22   | +1 okr.       |           |
| Zdyskwalifikowani |       |    |                      |                               |      |               |           |
|                   |       | 20 | Giuliano Alesi       | Trident                       | 23   | +1:21,115     |           |
| P                 | + / – | Nr | Kierowca             | Konstruktor                   | Okr. | Czas / Strata | Komentarz |

#### Najszybsze okrążenie
| Nr | Kierowca      | Konstruktor    | Czas     | Okr. |
| -- | ------------- | -------------- | -------- | ---- |
| 4  | Nyck de Vries | ART Grand Prix | 1:47,145 | 14   |

## Klasyfikacja po zakończeniu rundy

### Kierowcy
| P  | +/− | Kierowca             | Starty | Punkty | P1 | P2 | P3 | PP | NO | NS |
| -- | --- | -------------------- | ------ | ------ | -- | -- | -- | -- | -- | -- |
| 1  | N   | Luca Ghiotto         | 2      | 37     | 1  | 1  | –  | 1  | –  | –  |
| 2  | N   | Nicholas Latifi      | 2      | 35     | 1  | –  | 1  | –  | –  | –  |
| 3  | N   | Sérgio Sette Câmara  | 2      | 27     | –  | 1  | 1  | –  | –  | –  |
| 4  | N   | Louis Delétraz       | 2      | 16     | –  | –  | –  | –  | –  | –  |
| 5  | N   | Anthoine Hubert      | 2      | 12     | –  | –  | –  | –  | –  | –  |
| 6  | N   | Nyck de Vries        | 2      | 12     | –  | –  | –  | –  | 1  | –  |
| 7  | N   | Zhou Guanyu          | 2      | 11     | –  | –  | –  | –  | 1  | –  |
| 8  | N   | Mick Schumacher      | 2      | 8      | –  | –  | –  | –  | –  | –  |
| 9  | N   | Jack Aitken          | 2      | 6      | –  | –  | –  | –  | –  | –  |
| 10 | N   | Nobuharu Matsushita  | 2      | 2      | –  | –  | –  | –  | –  | –  |
| 11 | N   | Jordan King          | 2      | 1      | –  | –  | –  | –  | –  | –  |
| 12 | N   | Sean Gelael          | 2      | 0      | –  | –  | –  | –  | –  | 1  |
| 13 | N   | Ralph Boschung       | 2      | 0      | –  | –  | –  | –  | –  | –  |
| 14 | N   | Giuliano Alesi       | 2      | 0      | –  | –  | –  | –  | –  | 1  |
| 15 | N   | Tatiana Calderón     | 2      | 0      | –  | –  | –  | –  | –  | –  |
| 16 | N   | Nikita Mazepin       | 2      | 0      | –  | –  | –  | –  | –  | –  |
| 17 | N   | Callum Ilott         | 2      | 0      | –  | –  | –  | –  | –  | –  |
| 18 | N   | Dorian Boccolacci    | 2      | 0      | –  | –  | –  | –  | –  | –  |
| 19 | N   | Juan Manuel Correa   | 2      | 0      | –  | –  | –  | –  | –  | –  |
| 20 | N   | Mahaveer Raghunathan | 2      | 0      | –  | –  | –  | –  | –  | –  |
| P  | +/− | Kierowca             | Starty | Punkty | P1 | P2 | P3 | PP | NO | NS |

### Zespoły
| P  | +/− | Konstruktor                   | Starty | Punkty | P1 | P2 | P3 | PP | NO | NS |
| -- | --- | ----------------------------- | ------ | ------ | -- | -- | -- | -- | -- | -- |
| 1  | N   | DAMS                          | 4      | 62     | 1  | 1  | 2  | –  | –  | –  |
| 2  | N   | UNI-Virtuosi                  | 4      | 48     | 1  | 1  | –  | 1  | 1  | –  |
| 3  | N   | Carlin                        | 4      | 18     | –  | –  | –  | –  | –  | –  |
| 4  | N   | BWT Arden                     | 4      | 12     | –  | –  | –  | –  | –  | –  |
| 5  | N   | ART Grand Prix                | 4      | 12     | –  | –  | –  | –  | 1  | –  |
| 6  | N   | PREMA Racing                  | 4      | 8      | –  | –  | –  | –  | –  | 1  |
| 7  | N   | Campos Racing                 | 4      | 6      | –  | –  | –  | –  | –  | –  |
| 8  | N   | MP Motorsport                 | 4      | 1      | –  | –  | –  | –  | –  | –  |
| 9  | N   | Trident                       | 4      | 0      | –  | –  | –  | –  | –  | 1  |
| 10 | N   | Sauber Junior Team by Charouz | 4      | 0      | –  | –  | –  | –  | –  | –  |
| P  | +/− | Konstruktor                   | Starty | Punkty | P1 | P2 | P3 | PP | NO | NS |